# ノイズ (企業)
株式会社ノイズ（英称：noise）はTV番組・VPなどの音響効果会社。
代表の長谷川龍は「ひらけ!ポンキッキ」で画期的な選曲を披露した人物。
ともすれば穏やかで耳に優しい音楽構成になりがちな子供番組のイメージを180度転換、
ビートルズから浪曲までおおよそ考えられるあらゆるジャンルの音楽を駆使して
独自の世界を作り上げた。ビートルズやスティーヴィー・ワンダーの初見がこの番組だった事を大人になってから意識した人も多いはずだ。「ポンキッキーズ」になってからは選曲担当が変更。BGMもデジタルな音響に変わった。
社名「NOISE」は当然「雑音」という意味であるが、「NO.1 SE」とも読める。

## 所属スタッフ
- 長谷川龍(第一音響→)
- 大庭弘之

## 主な担当番組
- ひらけ!ポンキッキ
- F1グランプリ
- スーパーマリオクラブ
- ポンキッキーズ
- からだ元気科
- ビデオの王様シリーズ